# Circonscription autonomique de Burgos
Ne doit pas être confondu avec Circonscription électorale de Burgos.
La circonscription électorale de Burgos est l'une des neuf circonscriptions électorales de Castille-et-León pour les élections aux Cortes de Castille-et-León.
Elle correspond géographiquement à la province de Burgos.

## Synthèse
| AP & alliés |       | 6  | 4  |    |    |    |    |    |    |    |    |    |  |  |
| CDS         |       |    | 2  |    |    |    |    |    |    |    |    |    |  |  |
| PDL         |       | 1  |    |    |    |    |    |    |    |    |    |    |  |  |
| SI          |       |    | 1  |    |    |    |    |    |    |    |    |    |  |  |
| TC          |       |    |    |    |    | 1  |    |    |    |    |    |    |  |  |
| IU          |       |    |    |    | 1  |    |    |    |    |    |    |    |  |  |
| PSOE        |       | 4  | 4  | 5  | 3  | 4  | 4  | 4  | 4  | 3  | 5  | 5  |  |  |
| PP          |       |    |    | 6  | 7  | 6  | 7  | 7  | 7  | 5  | 3  | 4  |  |  |
| Podemos     |       |    |    |    |    |    |    |    |    | 2  | 1  |    |  |  |
| Cs          |       |    |    |    |    |    |    |    |    | 1  | 2  |    |  |  |
| Vox         |       |    |    |    |    |    |    |    |    |    |    | 2  |  |  |
|             |       |    |    |    |    |    |    |    |    |    |    |    |  |  |
| Total       | Total | 11 | 11 | 11 | 11 | 11 | 11 | 11 | 11 | 11 | 11 | 11 |  |  |

## Résultats détaillés

### 1983
| Parti      | Parti | Députés élus |
| ---------- | ----- | --- |
| AP-PDP-UL  |       | Fernando Redondo Berdugo, Juan Carlos Elorza Guinea, Álvaro Renedo Sedano, Manuel Junco Petrement, Juan Carlos Aparicio, Luis de Leivar Cámara |
| PSCyL-PSOE |       | Octavio José Granado Martínez, Daniel de la Iglesia Gil, Julián Simón de la Torre, Leopoldo Quevedo Rojo                                       |
| PDL        |       | Francisco Montoya Ramos |

- Álvaro Ranedo (AP) est remplacé en novembre 1983 par Carlos Letona Barredo.
- Juan Carlos Aparicio (AP) est remplacé en novembre 1986 par José María Arribas Moral.

### 1987
| Parti      | Parti | Députés élus                                                                                            |
| ---------- | ----- | --- |
| PSCyL-PSOE |       | Juan José Laborda, Octavio José Granado Martínez, Julián Simón de la Torre, Leopoldo Quevedo Rojo       |
| AP         |       | José María Arribas Moral, Juan Carlos Elorza Guinea, María Pilar Urzay Urquiza, Carlos Jiménez Higueras |
| CDS        |       | Ricardo García García-Ochoa, Julián Altable Vicario                                                     |
| SI         |       | Tomás Cortés Hernández                                                                                  |

- José María Arribas (AP) est remplacé en février 1988 par Manuel Junco Petrement.
- Juan José Laborda (PSCyL-PSOE) est remplacé en novembre 1989 par Ricardo Heras Martínez.

### 1991
| Parti      | Parti | Députés élus |
| ---------- | ----- | --- |
| PPCyL      |       | Vicente Orden Vigara, José Luis Santamaría García, César Huidobro Díez, Porfirio Eusebio Abad Raposo, María Cruz Rodríguez Saldaña, Antonio Serna González |
| PSCyL-PSOE |       | Octavio José Granado Martínez, Julián Simón de la Torre, Leopoldo Quevedo Rojo, Leonisa Ull Laíta, Patricio Fernández Rodríguez                            |

- Cruz Rodríguez (PP) est remplacée en octobre 1991 par Felicísmo Garabito Gregorio.

### 1995
| Parti      | Parti | Députés élus |
| ---------- | ----- | --- |
| PPCyL      |       | Juan Vicente Herrera, César Huidobro Díez, José Luis Santamaría García, María de las Mercedes Alzola Allende, Felicísmo Garabito Gregorio, Porfirio Eusebio Abad Raposo, Ernesto Argote Roa |
| PSCyL-PSOE |       | Octavio José Granado Martínez, Julián Simón de la Torre, Leonisa Ull Laíta |
| IU         |       | Luis García Sanz |

- Julián Simón (PSCyL-PSOE) est remplacé en avril 1996 par Fernando Benito Muñoz.
- Ernesto Argote (PPCyL) est remplacé en septembre 1996 par Eduardo María Francés Conde.

### 1999
| Parti      | Parti | Députés élus |
| ---------- | ----- | --- |
| PPCyL      |       | Juan Vicente Herrera, José Luis Santamaría García, María de las Mercedes Alzola Allende, César Huidobro Díez, Luis Domingo González Núñez, Felicísmo Garabito Gregorio |
| PSCyL-PSOE |       | Octavio José Granado Martínez, Leonisa Ull Laíta, Fernando Benito Muñoz, Julio Víctor Pascual Abad                                                                     |
| TC         |       | Juan Carlos Rad Moradillo |

- César Huidobro (PP) est remplacé en mars 2003 par Evaristo Camarero Arlanzón.

### 2003
| Parti      | Parti | Députés élus |
| ---------- | ----- | --- |
| PPCyL      |       | Juan Vicente Herrera, María de las Mercedes Alzola Allende, Fernando Rodríguez Porres, Magdalena María González la Red, Luis Domingo González Núñez, José Luis Santamaría García, María Soledad Romeral Martín |
| PSCyL-PSOE |       | Fernando Benito Muñoz, Laura Torres Tudanca, José Moral Jiménez, Consuelo Villar Irazábal |

- Magdalena González (PPCyL) est remplacée en septembre 2003 par Ángel Nazario Barrio Arribas.
- José Santamaría (PPCyL) est remplacé en septembre 2006 par Adriana Pascual Martínez.

### 2007
| Parti      | Parti | Députés élus |
| ---------- | ----- | --- |
| PPCyL      |       | Juan Vicente Herrera, Cristina Ayala Santamaría, Fernando Rodríguez Porres, María Soledad Romeral Martín, Luis Domingo González Núñez, María de las Mercedes Alzola Allende, Jesús Berzosa González |
| PSCyL-PSOE |       | Fernando Benito Muñoz, Consuelo Villar Irazábal, Ildefonso Sanz Velázquez, Natalia López-Molina López                                                                                               |

### 2011
| Parti      | Parti | Députés élus |
| ---------- | ----- | --- |
| PPCyL      |       | Juan Vicente Herrera, Cristina Ayala Santamaría, Fernando Rodríguez Porres, Irene Cortés Calvo, Jesús María Aguilar Santamaría, María Soledad Romeral Martín, María de las Mercedes Alzola Allende |
| PSCyL-PSOE |       | María Fernanda Blanco Linares, Julián Simón de la Torre, Leonisa Ull Laíta, David Jurado Pajares                                                                                                   |

- Irene Cortés (PPCyL) est remplacé en juillet 2011 par Arturo Pascual Madina.

### 2015
| Parti      | Parti | Députés élus |
| ---------- | ----- | --- |
| PPCyL      |       | Juan Vicente Herrera, Ángel Mariano Ibáñez Hernando, Virginia Arnáiz González, Irene Cortés Calvo, Alejandro Vázquez Ramos |
| PSCyL-PSOE |       | Luis Tudanca, Virginia Jiménez Campano, Luis Briones Martínez                                                              |
| Podemos    |       | Pedro María de Palacio Maguregui, Laura Domínguez Arroyo                                                                   |
| Cs         |       | José Ignacio Delgado Palacios                                                                                              |

- Virginia Arnáiz (PPCyL) est remplacée en septembre 2015 par José Máximo López Vilaboa.
- Pedro de Palacio (Podemos) est remplacé en novembre 2015 par Félix Díez Romero.

### 2019
| Parti      | Parti | Députés élus                                                                                             |
| ---------- | ----- | --- |
| PSCyL-PSOE |       | Luis Tudanca, Virginia Jiménez Campano, Luis Briones Martínez, Noelia Frutos Rubio, Jesús Puente Alcaraz |
| PPCyL      |       | Ángel Mariano Ibáñez Hernando, Alejandro Vázquez Ramos, María Inmaculada Ranedo Gómez                    |
| Cs         |       | José Ignacio Delgado Palacios, Blanca Delia Negrete Santamaría                                           |
| Podemos    |       | Laura Domínguez Arroyo                                                                                   |

### 2022
| Parti      | Parti | Députés élus |
| ---------- | ----- | --- |
| PSCyL-PSOE |       | Luis Tudanca, Virginia Jiménez Campo, Luis Briones Martínez, Noelia Frutos Rubio, Jesús Puente Alcaraz          |
| PPCyL      |       | Ángel Mariano Ibáñez Hernando, Alejandro Vázquez Ramos, María Inmaculada Ranedo Gómez, Emilio José Berzosa Peña |
| Vox        |       | Ignacio Sicilia Doménech, Ana Rosa Hernando Ruiz                                                                |

- Ángel Ibáñez (PP) est remplacé le 6 septembre 2023 par Lorena de la Fuente Ruiz.